# María Vento-Kabchi
María Alejandra Vento-Kabchi (née le 24 mai 1974 à Caracas) est une joueuse de tennis vénézuélienne, professionnelle de 1994 à 2006.
À deux reprises, elle a atteint les huitièmes de finale en simple dans une épreuve du Grand Chelem, à Wimbledon en 1997 et à l'US Open en 2005. En double dames, associée à Angelique Widjaja, elle a été quatre fois quart de finaliste dans les Majeurs en 2003 et 2004.
Elle a remporté quatre titres en double sur le circuit WTA pendant sa carrière, avec autant de partenaires différentes.
Maria Vento-Kabchi demeure, à ce jour, la Vénézuelienne la plus titrée et la mieux classée de l'ère Open, à la fois en simple et en double dames.

## Palmarès

### Titre en simple dames
Aucun

### Finale en simple dames
| No | Date       | Nom et lieu du tournoi               | Catégorie | Dotation  | Surface    | Vainqueure  | Score    |          |
| -- | ---------- | ------------------------------------ | --------- | --------- | ---------- | ----------- | -------- | -------- |
| 1  | 05-01-1998 | Hard Court Championships, Gold Coast | Tier III  | 164 250 $ | Dur (ext.) | Ai Sugiyama | 7-5, 6-0 | Parcours |

### Titres en double dames
| No | Date       | Nom et lieu du tournoi            | Catégorie | Dotation  | Surface    | Partenaire             | Finalistes                         | Score         |          |
| -- | ---------- | --------------------------------- | --------- | --------- | ---------- | ---------------------- | ---------------------------------- | ------------- | -------- |
| 1  | 18-02-2002 | Duty Free Women’s Open Dubaï      | Tier II   | 585 000 $ | Dur (ext.) | Barbara Rittner        | Sandrine Testud Roberta Vinci      | 6-3, 6-2      | Parcours |
| 2  | 09-09-2002 | Big Island Championships Waikoloa | Tier IV   | 140 000 $ | Dur (ext.) | Meilen Tu              | Nannie De Villiers Irina Selyutina | 1-6, 6-2, 6-3 | Parcours |
| 3  | 08-09-2003 | Wismilak International Bali       | Tier III  | 225 000 $ | Dur (ext.) | Angelique Widjaja      | Émilie Loit Nicole Pratt           | 7-5, 6-2      | Parcours |
| 4  | 19-09-2005 | China Open Pékin                  | Tier II   | 585 000 $ | Dur (ext.) | Nuria Llagostera Vives | Yan Zi Zheng Jie                   | 6-2, 6-4      | Parcours |

### Finales en double dames
| No | Date       | Nom et lieu du tournoi                  | Catégorie | Dotation    | Surface      | Vainqueures                             | Partenaire        | Score         |          |
| -- | ---------- | --------------------------------------- | --------- | ----------- | ------------ | --------------------------------------- | ----------------- | ------------- | -------- |
| 1  | 22-05-2000 | Internationaux de Strasbourg Strasbourg | Tier III  | 170 000 $   | Terre (ext.) | Sonya Jeyaseelan Florencia Labat        | Kim Grant         | 6-4, 6-3      | Parcours |
| 2  | 08-04-2002 | Estoril Open Estoril                    | Tier IV   | 140 000 $   | Terre (ext.) | Elena Bovina Zsofia Gubacsi             | Barbara Rittner   | 6-3, 6-1      | Parcours |
| 3  | 10-02-2003 | Qatar Open Doha                         | Tier III  | 170 000 $   | Dur (ext.)   | Janet Lee Wynne Prakusya                | Angelique Widjaja | 6-1, 6-3      | Parcours |
| 4  | 11-08-2003 | Coupe Rogers Toronto                    | Tier I    | 1 325 000 $ | Dur (ext.)   | Svetlana Kuznetsova Martina Navrátilová | Angelique Widjaja | 3-6, 6-1, 6-1 | Parcours |
| 5  | 20-09-2004 | China Open Pékin                        | Tier II   | 585 000 $   | Dur (ext.)   | Emmanuelle Gagliardi Dinara Safina      | Gisela Dulko      | 6-4, 6-4      | Parcours |
| 6  | 03-10-2005 | Japan Open Championships Tokyo          | Tier III  | 170 000 $   | Dur (ext.)   | Gisela Dulko Maria Kirilenko            | Shinobu Asagoe    | 7-5, 4-6, 6-3 | Parcours |

## Parcours en Grand Chelem

### En simple dames
| Année | Open d'Australie | Open d'Australie    | Internationaux de France | Internationaux de France | Wimbledon       | Wimbledon         | US Open         | US Open             |
| ----- | ---------------- | ------------------- | ------------------------ | ------------------------ | --------------- | ----------------- | --------------- | ------------------- |
| 1992  | -                | -                   | -                        | -                        | -               | -                 | 1er tour (1/64) | Mary Pierce         |
| 1995  | -                | -                   | -                        | -                        | 1er tour (1/64) | Nathalie Tauziat  | 1er tour (1/64) | Lisa Raymond        |
| 1996  | 1er tour (1/64)  | Park Sung-hee       | -                        | -                        | -               | -                 | -               | -                   |
| 1997  | -                | -                   | -                        | -                        | 4e tour (1/8)   | Denisa Chládková  | 2e tour (1/32)  | Tamarine Tanasugarn |
| 1998  | 1er tour (1/64)  | Tamarine Tanasugarn | 1er tour (1/64)          | Laurence Andretto        | 3e tour (1/16)  | Lindsay Davenport | 2e tour (1/32)  | Laura Golarsa       |
| 1999  | 1er tour (1/64)  | Nicole Pratt        | 1er tour (1/64)          | Jana Nejedly             | 2e tour (1/32)  | Anna Kournikova   | 1er tour (1/64) | Silvia Farina       |
| 2000  | 1er tour (1/64)  | Bryanne Stewart     | 1er tour (1/64)          | Corina Morariu           | 1er tour (1/64) | Els Callens       | 2e tour (1/32)  | Nathalie Tauziat    |
| 2001  | 2e tour (1/32)   | Barbara Schett      | 1er tour (1/64)          | Laurence Andretto        | 1er tour (1/64) | Jennifer Capriati | -               | -                   |
| 2002  | -                | -                   | -                        | -                        | 1er tour (1/64) | Elena Baltacha    | -               | -                   |
| 2003  | -                | -                   | -                        | -                        | -               | -                 | 2e tour (1/32)  | Elena Likhovtseva   |
| 2004  | 1er tour (1/64)  | Melinda Czink       | 2e tour (1/32)           | Myriam Casanova          | 2e tour (1/32)  | Nadia Petrova     | 3e tour (1/16)  | Amélie Mauresmo     |
| 2005  | 1er tour (1/64)  | Nicole Vaidišová    | 1er tour (1/64)          | Elena Bovina             | 2e tour (1/32)  | Silvia Farina     | 4e tour (1/8)   | Kim Clijsters       |
| 2006  | 1er tour (1/64)  | Sofia Arvidsson     | 1er tour (1/64)          | Sofia Arvidsson          | -               | -                 | -               | -                   |

À droite du résultat, l’ultime adversaire.

### En double dames
| Année | Open d'Australie              | Open d'Australie            | Internationaux de France      | Internationaux de France    | Wimbledon                    | Wimbledon                  | US Open                     | US Open                   |
| ----- | ----------------------------- | --------------------------- | ----------------------------- | --------------------------- | ---------------------------- | -------------------------- | --------------------------- | ------------------------- |
| 2001  | 1er tour (1/32) Mariana Díaz  | Petra Mandula P. Wartusch   | 1er tour (1/32) Alicia Ortuno | Cara Black Likhovtseva      | 3e tour (1/8) B. Rittner     | V. Ruano Paola Suárez      | -                           | -                         |
| 2002  | -                             | -                           | 2e tour (1/16) B. Rittner     | Maja Matevžič Dragana Zarić | 1er tour (1/32) B. Rittner   | K. Boogert M. Oremans      | 1er tour (1/32) T. Panova   | Justine Henin C. Granados |
| 2003  | 3e tour (1/8) B. Rittner      | L. Davenport Lisa Raymond   | 2e tour (1/16) A. Widjaja     | Silvia Farina T. Garbin     | 1/4 de finale A. Widjaja     | Dementieva Krasnoroutskaïa | 1/4 de finale A. Widjaja    | M. Bartoli M. Casanova    |
| 2004  | 1/4 de finale A. Widjaja      | Maret Ani L. Průšová        | 1er tour (1/32) A. Widjaja    | Hantuchová Dinara Safina    | 1/4 de finale A. Widjaja     | V. Ruano Paola Suárez      | 1er tour (1/32) A. Widjaja  | C. Dhenin S. Talaja       |
| 2005  | 2e tour (1/16) Gisela Dulko   | Anabel Medina Dinara Safina | 2e tour (1/16) Gisela Dulko   | L. Domínguez N. Llagostera  | 1er tour (1/32) Gisela Dulko | L. Granville Janet Lee     | 1er tour (1/32) M. Salerni  | Nadia Petrova Shaughnessy |
| 2006  | 1er tour (1/32) N. Llagostera | Lisa Raymond S. Stosur      | 2e tour (1/16) M. Salerni     | Yan Zi Zheng Jie            | 1er tour (1/32) M. Salerni   | S. Kuznetsova A. Mauresmo  | 1er tour (1/32) C. Granados | M. Bartoli Shahar Peer    |

sous le résultat, la partenaire ; à droite, l’ultime équipe adverse.

### En double mixte
| Année | Open d'Australie             | Open d'Australie            | Internationaux de France     | Internationaux de France | Wimbledon                    | Wimbledon                   | US Open                      | US Open                       |
| ----- | ---------------------------- | --------------------------- | ---------------------------- | ------------------------ | ---------------------------- | --------------------------- | ---------------------------- | ----------------------------- |
| 2002  | -                            | -                           | -                            | -                        | 2e tour (1/16) D. Orsanic    | B. Schett Joshua Eagle      | -                            | -                             |
| 2003  | -                            | -                           | -                            | -                        | 1er tour (1/32) A. Schneiter | Cara Black Wayne Black      | 2e tour (1/8) Mariano Hood   | Krasnoroutskaïa Daniel Nestor |
| 2004  | 1er tour (1/16) Mariano Hood | T. Musgrave Paul Hanley     | 1er tour (1/16) Mariano Hood | T. Golovin R. Gasquet    | 2e tour (1/16) Mariano Hood  | An. Rodionova Andy Ram      | 1er tour (1/16) Mariano Hood | Els Callens Martin Damm       |
| 2005  | 2e tour (1/8) Mariano Hood   | Rennae Stubbs Daniel Nestor | 1er tour (1/16) Mariano Hood | Émilie Loit J. Bachelot  | 1er tour (1/32) S. Prieto    | M. Santangelo Martín García | -                            | -                             |

sous le résultat, le partenaire ; à droite, l’ultime équipe adverse.

## Parcours aux Jeux olympiques

### En simple dames
| # | Date       | Nom de l'olympiade           | Surface    | Résultat       | Ultime adversaire      | Score    |          |
| - | ---------- | ---------------------------- | ---------- | -------------- | ---------------------- | -------- | -------- |
| 1 | 19/09/2000 | Olympic Tennis Event Sydney  | Dur (ext.) | 2e tour (1/16) | Sabine Appelmans       | 6-2, 6-2 | Parcours |
| 2 | 15/08/2004 | Olympic Tennis Event Athènes | Dur (ext.) | 2e tour (1/16) | Justine Henin Hardenne | 6-2, 6-1 | Parcours |

### En double dames
| # | Date       | Nom de l'olympiade          | Surface    | Résultat      | Partenaire       | Ultimes adversaires          | Score         |          |
| - | ---------- | --------------------------- | ---------- | ------------- | ---------------- | ---------------------------- | ------------- | -------- |
| 1 | 19/09/2000 | Olympic Tennis Event Sydney | Dur (ext.) | 1/4 de finale | Milagros Sequera | Els Callens Dominique Monami | 6-4, 5-7, 6-4 | Parcours |

## Parcours en Coupe de la Fédération
| #                                                                            | Date       | Lieu    | Surface    | Gagnante(s)                              | Perdante(s)                         | Score         |          |
|                                                                              |            |         |            |                                          |                                     |               |          |
| 1990 - 1er tour qualifications (groupe mondial) - Venezuela - Taïwan - 1 : 2 |            |         |            |                                          |                                     |               |          |
| 1                                                                            | 21/07/1990 | Atlanta | Dur (ext.) | Wang Shi-ting                            | María Vento-Kabchi                  | 7-5, 6-3      | Parcours |
| 1                                                                            | 21/07/1990 | Atlanta | Dur (ext.) | Lai Su-lin Wang Shi-ting                 | Emily Leonardi María Vento-Kabchi   | 5-7, 6-2, 6-4 | Parcours |
|                                                                              |            |         |            |                                          |                                     |               |          |
| 1998 - Barrage (groupe mondial II) - Biélorussie - Venezuela - 4 : 1         |            |         |            |                                          |                                     |               |          |
| 2                                                                            | 25/07/1998 | Minsk   | Dur (int.) | Olga Barabanschikova                     | María Vento-Kabchi                  | 6-2, 6-2      | Parcours |
| 2                                                                            | 25/07/1998 | Minsk   | Dur (int.) | María Vento-Kabchi                       | Natasha Zvereva                     | 6-3, 3-6, 6-4 | Parcours |
| 2                                                                            | 25/07/1998 | Minsk   | Dur (int.) | Olga Barabanschikova Nadejda Ostrovskaya | Milagros Sequera María Vento-Kabchi | 7-5, 6-3      | Parcours |

## Classements WTA en fin de saison

### En simple
| Année | 1988 | 1989 | 1990 | 1991 | 1992 | 1993 | 1994 | 1995 | 1996 | 1997 | 1998 | 1999 | 2000 | 2001 | 2002 | 2003 | 2004 | 2005 | 2006 |
| Rang  | 534  | 415  | 403  | 515  | 550  | 207  | 165  | 87   | 139  | 48   | 43   | 111  | 105  | 177  | 153  | 44   | 49   | 63   | 317  |

source : (en) « Classements de María Vento-Kabchi », sur le site officiel du WTA Tour

### En double
| Année | 1988 | 1989 | 1990 | 1991 | 1992 | 1993 | 1994 | 1995 | 1996 | 1997 | 1998 | 1999 | 2000 | 2001 | 2002 | 2003 | 2004 | 2005 | 2006 |
| Rang  | 462  | 553  | 171  | 565  | -    | -    | -    | -    | 753  | -    | 132  | 132  | 132  | 122  | 60   | 17   | 21   | 35   | 92   |

source : (en) « Classements de María Vento-Kabchi », sur le site officiel du WTA Tour